# Biogeoquímica
La biogeoquímica és la disciplina científica que estudia els processos i reaccions biològics, químics, físics i geològics, que regeixen la composició del medi natural (incloent-hi la biosfera, la criosfera, la hidrosfera, la pedosfera, l'atmosfera i la litosfera). En particular, la biogeoquímica estudia els cicles d'elements químics com el carboni, el nitrogen i el fòsfor, les seves interaccions i la incorporació en els éssers vius i el seu transport a través dels sistemes biològics a escala tant microscòpica com global. És a dir, la seva activitat se centra en els cicles dels elements químics que són conduïts per l'activitat biològica o hi tenen un impacte. La biogeoquímica és una ciència de sistemes relacionada estretament amb l'ecologia de sistemes.
Inclou l'estudi de la distribució i de la migració dels elements químics presents en els organismes vius i, entre d'altres, en la necromassa que contribueix a la formació dels combustibles fòssils, a més d'altres processos geològics en què hi hagin intervingut els éssers vius. També l'estudi de l’activitat geoquímica dels organismes i de la regulació del metabolisme dels sistemes vius. (en biogeochemistry; es biogeoquímica; fr biogéochimique)

## Història
La biogeoquímica s'inicia als segles XVIII–XIX en el període post-flogístic. Els primers treballs són els centrats en la meteorització i la importància dels organismes en l'intercanvi de diòxid de carboni entre les roques i l'atmosfera, van proporcionar les bases per a nous enfocaments analítics. El paper dels microbis en la connexió dels processos abiòtics i biòtics comença a sorgir, basat en gran manera en el coneixement existent de l'estequiometria en sòls i plantes agrícoles. Això, en part, condueix a la fundació de l'ecologia i els seus vincles amb l'evolució i la biogeografia.
El desenvolupament de la geoquímica orgànica com a disciplina, va permetre desenvolupar noves arrels en l'evolució de la biogeoquímica mitjançant enllaços entre cicles de carboni a curt i llarg termini.
Vladimir Verandsky (1863-1945) irromp al segle xx, amb els conceptes de biosfera i noosfera, a mesura que comencen a sorgir preocupacions sobre els impactes humans sobre la natura. S sorgeix una nova estequiometria interessant en biogeoquímica, relacionada amb la Revolució Verda, el creixement de la població humana i els problemes d'eutrofització. L'arribada d'experiments a llarg termini i a gran escala ajuda a limitar la complexitat de la no linealitat i les diferències regionals en els fluxos i les taxes en el treball biogeoquímic.
Al segle XXI comença una nova era en què els enfocaments moleculars combinats amb enfocaments des de satèl·lits, monitoratge, presa de dades i observatoris a gran escala, es combinen en el desenvolupament de models del sistema terrestre. Aquestes noves connexions amb la genètica ecològica/evolutiva són un dels aspectes més preocupants i importants de la biogeoquímica en els temps moderns.

## Branques de la biogeoquímica
Com que la biogeoquímica és altament interdisciplinària, hi participen un ampli rang d'especialistes de diversos camps científics com l'ecologia, la microbiologia, la geologia, la meteorologia, l'edafologia, la química ambiental i fins i tot l'oceanografia. En general, la biogeoquímica s'engloba dins de dos grans disciplines, les ciències de la Terra i les ciències ambientals, ambdues amb una forta component de treball al camp i a l'estudi de fenòmens i processos a llarg termini.
La biogeoquímica marina s'ocupa d'estudiar la composició química de l'aigua de mar i les seves interfases amb l'atmosfera, la biosfera i la litosfera així com la influència de l'oceà en la composició química d'aquests ambients. També estudia els processos que afecten l'aigua, els elements i substàncies químiques dissoltes o particulades que s'hi troben en el seu interior i els fluxos de matèria i energia entre les diverses fases. Sovint, la biogeoquímica marina es confon amb l'Oceanografia química.